# Let Pakistan International Airlines 661

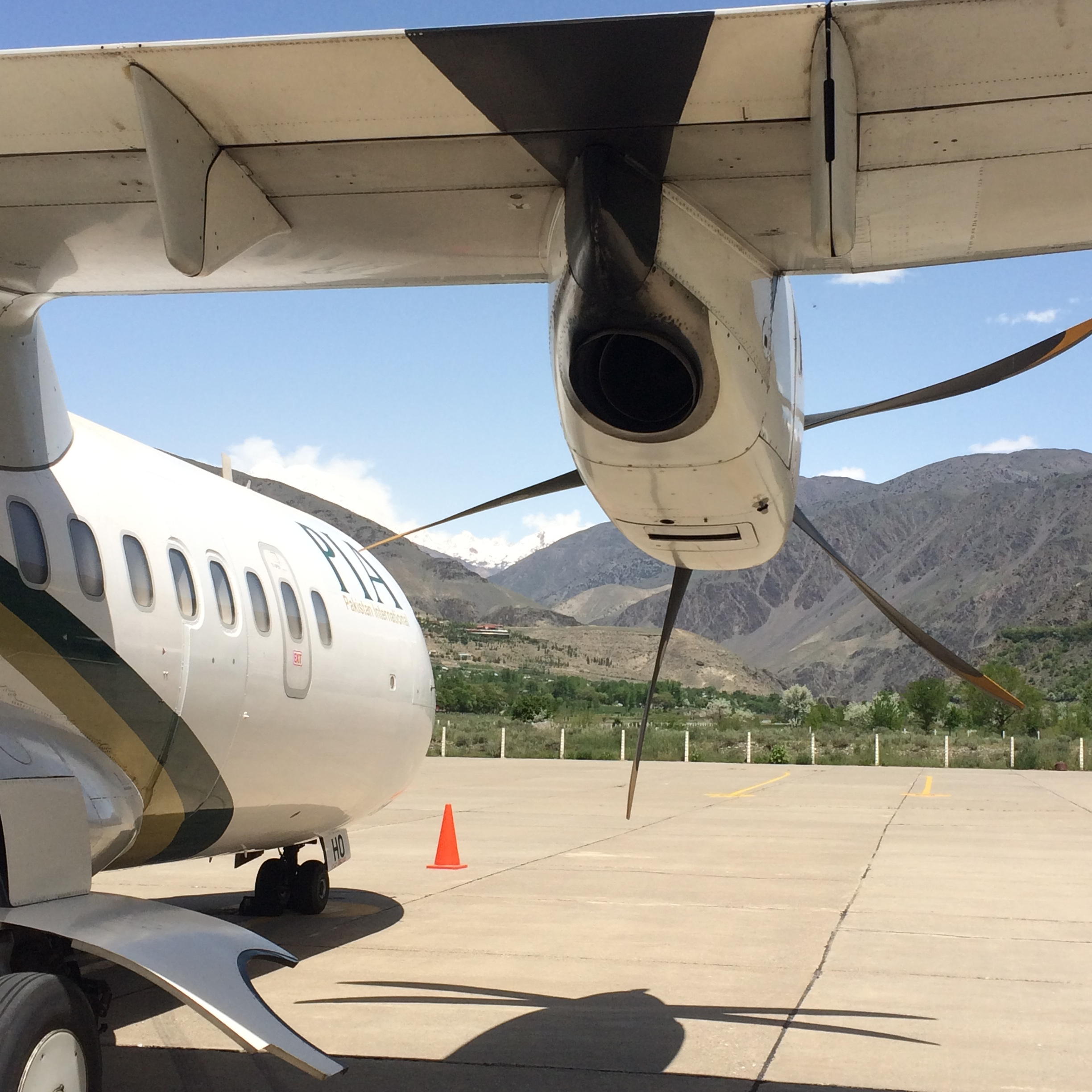
Zřícené letadlo při stání na Letišti Čitrál v dubnu 2016

Let Pakistan International Airlines 661 byl pravidelný vnitrostátní let operovaný leteckou společností Pakistan International Airlines z Čitralu do Islámábádu, který se 7. prosince 2016 zřítil za letu přibližně v 16:30 místního času. Na palubě letounu ATR 42 bylo 47 lidí, nikdo nepřežil. Tato nehoda byla již 10. nehoda společnosti PIA při které bylo zničeno celé letadlo, bez možné opravy. Příčinou byl špatný technický stav letadla, který zapříčinil poruchu a následný výbuch levého motoru.

## Letadlo
Letadlo zapojené do incidentu byl typ ATR 42-500 sériového čísla 663 a imatrikulace AB-PHO se jménem Hasanabdal. Poprvé vzlétlo v květnu 2007, jeho jediným provozovatelem byla společnost PIA. V roce 2009 bylo poškozeno při přistání v Láhauru, následně bylo opraveno a vráceno do běžného provozu.

## Havárie
Letadlo vzlétlo z Letiště Čitral v 15:30, mělo přistát na Mezinárodním letišti Bénazír Bhuttové v Islámábádu kolem 16:40. Před havárií posádka zaslala SOS volání, letoun se zřítil přibližně v 16:30, 1 hodinu po vzletu. Letadlo se zřítilo v provincii Chajbar Paštúnchwá nedaleko města Abbottábád, 90 km severně od hlavního města Islámábádu. Na místě pádu hořelo, všechna těla obětí byla spálena, trosky byly rozprostřeny po délce 2 kilometrů. Dle svědků byl letoun v plamenech už před střetnutím se zemí. O incidentu nejprve informovala pákistánská televize, poté zpravodajské agentury. Televizní záběry ukázaly hořící trosky ležící v hornatém terénu. Vyšetřovatelé brzy po nehodě objevili černou skříňku letadla.

## Pasažéři a posádka
V letadle cestovalo 42 cestujících včetně dvou nemluvňat, dále 5 členů posádky včetně jednoho pozemního technika.
| Národnost  | Počet |
| ---------- | ----- |
| Rakušané   | 2     |
| Číňan      | 1     |
| Pákistánci | 44    |
| Celkem     | 47    |

## Vyšetřování
Pákistánský úřad civilního letectví při vyšetřování vypátral, že se v letadlu ve výšce 4 km nad zemí porouchal levý motor a následně vybouchl. Tím značně narušil aerodynamiku letadla, které se začalo řítit dolů. Nehoda nastala nejspíše kvůli špatnému technickému stavu letadla. Jeden z pilotů PIA potvrdil, že údržba letadel ATR této společnosti není dostatečná. 